# روهنسترات (نوادا)
روهنسترات (به انگلیسی: Ruhenstroth) یک منطقهٔ مسکونی در ایالات متحده آمریکا است که در نوادا واقع شده‌است. روهنسترات ۷٫۳ کیلومتر مربع مساحت و ۱٬۲۹۳ نفر جمعیت دارد و ۱٬۵۱۱٫۸۳ متر بالاتر از سطح دریا واقع شده‌است.